# Азиатски бегач
Азиатски бегач (Limnodromus semipalmatus) е вид птица от семейство Бекасови (Scolopacidae). Видът е почти застрашен от изчезване.

## Разпространение
Видът е разпространен в Австралия, Бангладеш, Бруней, Виетнам, Индия, Индонезия, Източен Тимор, Камбоджа, Китай, Казахстан, Малайзия, Монголия, Мианмар, Нова Зеландия, Папуа Нова Гвинея, Русия, Северна Корея, Сингапур, Тайланд, Узбекистан, Филипините, Хонконг, Южна Корея и Япония.